# Perhaps...
《Perhaps...》是香港歌手黎明的錄音室專輯，收錄了10首歌曲，歌曲分別由陳永明、吳子良、雷頌德監製，專輯於1996年6月26日由唱片公司寶麗金首次發行，專輯在發行首天已獲得雙白金銷量（十萬張以上）。

## 背景
《Perhaps...》黎明與雷頌德首次合作的音樂作品。1995年，黎明的兩張粵語專輯成績未如理想，沒有新的突破，唱片公司因此有意在原有的唱片班底，招攬新的音樂監製以求突破。黎明的經理人陳善之聽到雷頌德創作的歌曲〈純真傳說〉，認為他很有才華，於是透過填詞人潘源良引薦，與雷頌德會面，邀請他為黎明創作歌曲，惟雷頌德以正在為郭富城效力為由而拒絕，直到郭富城的經理人小美不再跟雷頌德合作，並於陳善之的再度邀請下，雷頌德始答應加盟黎明的唱片製作團隊。此外，黎明自從學習聲樂，加上動手術割除了位於聲帶的水泡，唱歌比以前舒適。

## 製作
這張專輯的其中5首歌曲由雷頌德監製及編曲，其餘5首歌曲由陳永明和吳子良監製，主打歌曲之一的〈情深說話未曾講〉是一首電訊廣告主題曲，以溫情為創作概念，運用大三和弦伴奏，
歌詞講述男主角為了追求夢想而暫別摯親，感到懊悔和遺憾，反映出人與人之間的隔膜，透過「你這剎那在何方，我有說話未曾講」等歌詞，將電訊產品概念嵌入歌曲中，在灌錄這首歌的時候，雷頌德為了尋找自己想像的感覺，需要黎明逐個字唱出，慢慢摸索及嘗試，務求改變以往的唱法，讓聽眾有新的感覺，這首歌的錄音工作花了14天時間完成。另一首主打歌曲〈微風之前（離別之後）〉的歌詞中運用了大量兩字詞語以配合歌曲旋律，展現出後現代敘事體「斷裂」和「零散」的特色。〈甜蜜蜜〉是電影《甜蜜蜜》主題曲，黎明灌錄這首歌時，把自己的心境轉換成電影角色「黎小軍」的「天津腔」來唱這首歌。

### 唱片版本
- 1+1特別版：贈送Bonus CD一張，收錄4首歌，〈或許 ...未必 ...不過 〉（Free As A Chimpanzee）、〈沒名字的歌，無名字的你〉、〈一生最愛就是你〉、〈那有一天不想你〉。
- 傳奇系列：2005年12月14日，加5首歌，〈或許 ...未必 ...不過〉（Free As A Chimpanzee）、〈非一般的晚上〉、〈甜蜜蜜〉、〈口不對心〉、〈情深說話未曾講〉。[20]
- 環球24K Gold金碟週年紀念經典系列：2012年1月4日。[21]

## 曲目列表
| CD       | CD                              | CD           | CD         | CD          | CD             | CD                                                                 | CD    |
| 曲序     | 曲目                            |              | 作曲       | 编曲        | 製作人         | 备注                                                               | 时长  |
| -------- | ------------------------------- | ------------ | ---------- | ----------- | -------------- | ------------------------------------------------------------------ | ----- |
| 1.       | 情深說話未曾講                  | 潘源良       | 雷頌德     | 雷頌德      | 雷頌德         | 和記電訊廣告主題曲                                                 | 3:37  |
| 2.       | 微風之前（離別之後）            | 潘源良       | 雷頌德     | 雷頌德      | 雷頌德         |                                                                    | 3:39  |
| 3.       | 色情男女                        | 周禮茂       | 雷頌德     | 雷頌德      | 雷頌德         |                                                                    | 3:19  |
| 4.       | 你我                            | 林夕、陳輝虹 | 陳輝虹     | 雷頌德      | 雷頌德         |                                                                    | 3:30  |
| 5.       | 或許…未必…不過                  | 林夕         | 雷頌德     | 雷頌德      | 雷頌德         | 富士菲林廣告主題曲                                                 | 3:25  |
| 6.       | 不思議的夢                      | 劉卓輝       | 玉置浩二   | 唐奕聰      | 陳永明、吳子良 | 原曲為玉置浩二的〈Roots〉                                          | 4:45  |
| 7.       | 甜蜜蜜（Live At Dragon Studio） | 黃河         | 印尼民歌   | Danny Leung | 陳永明、吳子良 | 翻唱鄧麗君作品 原曲為印尼民歌〈Dayung Sampan〉 電影《甜蜜蜜 (电影) | 2:34  |
| 8.       | 非一般的晚上（Technova Mix）    | 向雪懷       | 黃偉年     | 吳國恩      | 陳永明、吳子良 | 無綫電視綜藝節目《K-100》主題曲                                    | 3:34  |
| 9.       | 女友的男友                      | 潘源良       | 金賢哲（김현철） | Billy Chan  | 陳永明、吳子良 | 原曲為李素羅的〈我很幸福〉（난 행복해）                                     | 4:18  |
| 10.      | 今天不是偶然                    | 向雪懷       | 政陽       | Billy Chan  | 陳永明、吳子良 | 區域市政局十週年紀念主題曲                                         | 3:48  |
| 总时长： | 总时长：                        | 总时长：     | 总时长：   | 总时长：    | 总时长：       | 总时长：                                                           | 36:29 |

| 1+1特別版 Bonus CD | 1+1特別版 Bonus CD                     | 1+1特別版 Bonus CD | 1+1特別版 Bonus CD | 1+1特別版 Bonus CD | 1+1特別版 Bonus CD | 1+1特別版 Bonus CD | 1+1特別版 Bonus CD |
| 曲序               | 曲目                                   |                    | 作曲               | 编曲               | 製作人             | 备注               | 时长               |
| ------------------ | -------------------------------------- | ------------------ | ------------------ | ------------------ | ------------------ | ------------------ | ------------------ |
| 1.                 | 或許…未必…不過（Free As A Chimpanzee） | 林夕               | 雷頌德             | 雷頌德             | 雷頌德             | 收錄於1+1特別版    | 3:26               |
| 2.                 | 沒名字的歌，無名字的你                 | 林夕               | Calvin Ho          | 趙增熹             | 陳永明             | 選自《夢、追踪》   | 4:12               |
| 3.                 | 一生最愛就是你                         | 向雪懷             | 林慕德             | 林慕德             | 陳永明             | 選自《天地豪情》   | 4:15               |
| 4.                 | 那有一天不想你                         | 向雪懷             | 林慕德             | 林慕德             | 陳永明             | 選自《天地情緣》   | 4:43               |
| 总时长：           | 总时长：                               | 总时长：           | 总时长：           | 总时长：           | 总时长：           | 总时长：           | 16:36              |

## 幕後製作人員
以下是《Perhaps...》的幕後製作人員：
- 鍵琴：雷頌德（曲目1－5）、Baby Nlyon（曲目5）、唐奕聰（曲目6）、吳國恩（曲目8）、Billy Chan（曲目9,10）、丁志光（曲目9）
- 結他：鄧建明（曲目6）、Danny Leung（曲目7,9,10）
- 電結他：雷頌德（曲目1－5）、Baby Nlyon（曲目5）
- 木結他：Danny Leung（曲目1,4）
- 尼龍弦結他：Danny Leung（曲目2）
- 貝斯：Rudy Balbuena（曲目1）、林志宏（曲目2,9）、梁俊威（曲目5）
- 鼓：Anthony M. Fernandes（曲目1,2）、陳匡榮（曲目5）
- 小提琴：Wong Wai Ming（曲目9）
- 弦樂：熊宏亮弦樂團（曲目1）、William Davidson Strings Ensemble（曲目5）
- 弦樂（編曲）：Anthony M. Fernandes（曲目1,2,5）、雷頌德（曲目1,2,5）
- 色士風：Vastine Thomas Pettis（曲目2）
- 音色伴奏：雷頌德（曲目1－4）、唐奕聰（曲目6）、吳國恩（曲目8）、Billy Chan（曲目9,10）
- 和音：周小君（曲目1）、鄭鴻昌（曲目1－3）、Dorcas Kwok（曲目1,5）、Nancy Chan（曲目1,3）、譚錫禧（曲目1,4）、郭靜（曲目1,5）、曹潔敏（曲目3）、Steven Ip（曲目5）、鄧建明（曲目6）、黎明（曲目6,8）、雷有曜（曲目10）、張偉文（曲目10）、陳美鳳（曲目10）、李小梅（曲目10）
- 混音：吳子良（曲目6－10）、陳永明（曲目6－10）
- 錄音：吳子良（曲目6－10）、陳永明（曲目6－10）
- 概念：陳可辛（曲目7）
- 美術指導：奚仲文
- 攝影：張文華[25]
- 監製：雷頌德（曲目1－5）、陳永明、吳子良（曲目6－10）
- 經理人公司：百事活娛樂事業有限公司

## 反響
《Perhaps...》推出首天，傳媒記者到信和中心了解專輯的銷售情況，指唱片店內人頭湧湧，當中有不少是學生，唱片店老闆表示這專輯的銷量走勢強勁，在一天之內賣出二百多張，也有唱片分銷商表示這專輯甫出貨，銷量已經超過十萬張，是當時市面上最高銷量的專輯，有消費者表示歌曲〈情深說話未曾講〉很動聽，因此第一時間到唱片店購買此專輯，而另一唱片店老闆認為這專輯是市道低迷下的「救市之作」。

## 評論摘要

### 製作團隊
監製雷頌德當時是新人，且沒有唱過歌，亦需要時間讓黎明認識他，他表示創作〈情深說話未曾講〉是一大挑戰，由創作意念到曲詞，花了各單位不少時間，他認為黎明以往唱歌的聲調太低沉，而起初灌錄〈情深說話未曾講〉時亦跟隨以往開唱的調，後來把聲調設定高些，發現黎明其實是唱得到。在這張專輯中，雷頌德表示自己最喜歡歌曲〈情深說話未曾講〉，其次是〈或許…未必…不過〉，他表示起初覺得歌曲〈甜蜜蜜〉怪怪的，後來知道黎明是用電影角色的感情來演繹歌曲，便覺得那種感覺不錯，但認為沒有看過電影《甜蜜蜜》的聽眾未必會明白那種感情。歌手黎明表示這張專輯推出不久，盜版唱片已充斥市面，且換以另一張相片作封套，以吸引一些購買了原裝唱片的聽眾惠顧，他認為一群工作人員努力創作和灌錄唱片，卻被不法之徒拿去盜錄獲取利潤，這種違法風氣實在是不可助長，對於這張專輯被指是當年暑假推出的唱片中最暢的一張，黎明表示不方便評論銷量數字，他認為唱片銷量的多與少，能夠反映唱片的受歡迎程度，作為歌手，只求做好本分，把歌唱到最好。經理人陳善之表示等了雷頌德大半年才創作出〈情深說話未曾講〉，而歌曲推出後，公眾對黎明的音樂方向重新定位，他對此感到鼓舞，認為這首歌在他的經理人事業里程有很大的幫助，亦是一個值得紀念的事情。

### 各界評論
綜合各界評論，《Perhaps...》由跟黎明合作數年的陳永明和新合作的雷頌德監製，集合了黎明兩個時期的歌路，因此更令人喜愛。歌曲〈情深說話未曾講〉的編曲多了一份雷頌德鍾情的英倫結他情懷，旋律較黎明以往主唱的歌曲更高音，評論認為雷頌德是刻意發掘黎明高音域的可能性，讓黎明成功轉型，改變了以往的唱歌模式。黎明的歌迷會「黎明家族」於1996年收集了114名會員對這張專輯的意見，調查結果顯示他們最喜歡的三首歌曲依次為：〈情深說話未曾講〉、〈或許…未必…不過〉、〈女友的男友〉；他們認為黎明有最大突破的三首歌曲依次為：〈色情男女〉、〈不思議的夢〉、〈或許…未必…不過〉，歌迷對專輯的封面設計、歌曲類型及黎明的形象均表示喜歡，並希望黎明的下一張專輯可以跟隨這張專輯的歌路，再加上一些新元素，為大家帶來驚喜。部份歌迷希望黎明嘗試演繹多些〈或許…未必…不過〉、〈色情男女〉這類型的歌曲。

## 流行榜成績
以下是《Perhaps...》專輯的派台歌曲名單，以及其歌曲在香港四大電子媒體音樂流行榜的最高位置。
| 派台歌曲／流行榜         | 903專業推介 | 中文歌曲龍虎榜 | 新城電台勁爆本地榜 | 勁歌金榜 | 參考   |
| ------------------------ | ----------- | -------------- | ------------------ | -------- | ------ |
| 〈情深說話未曾講〉       | 兩週冠軍    | 兩週冠軍       | 四週冠軍           | 兩週冠軍 | [ 34 ] |
| 〈微風之前（離別之後）〉 | 第6位       | 第4位          | 未有資料           | 未有資料 |        |
| 〈或許…未必…不過〉       | 亞軍        | 冠軍           | 冠軍               | 冠軍     |        |
| 〈色情男女〉             | 冠軍        | 第5位          | 未有資料           | 未有資料 |        |
| 〈你我〉                 | 亞軍        | 未能上榜       | 未有資料           | 未有資料 |        |

## 獎項
以下是《Perhaps...》專輯及收錄於專輯的歌曲獲頒發的獎項：
- 電視廣播有限公司1996年度勁歌金曲季選——第二季得獎歌曲〈情深說話未曾講〉[35]
- 電視廣播有限公司1996年度勁歌金曲季選——第三季得獎歌曲〈色情男女〉[36]
- 電視廣播有限公司1996年度十大勁歌金頒獎典禮——十大勁歌金曲獎〈情深說話未曾講〉[37]
- 電視廣播有限公司1996年度十大勁歌金頒獎典禮——金曲金獎〈情深說話未曾講〉[37]
- 電視廣播有限公司1996年度十大勁歌金頒獎典禮——四台聯頒音樂大獎（大碟大獎）《Perhaps...》[37]
- 香港商業電台1996年度叱咤樂壇流行榜頒獎典禮——至尊唱片大獎《Perhaps...》[38]
- 香港商業電台1996年度叱咤樂壇流行榜頒獎典禮——廣告歌曲獎〈情深說話未曾講〉[38]
- 香港電台1996年度十大中文金曲頒獎音樂會——十大中文金曲獎〈情深說話未曾講〉[39]
- 香港電台1996年度十大中文金曲頒獎音樂會——全球華人至尊金曲獎〈情深說話未曾講〉[39]
- 新城電台1996年度新城勁爆頒獎禮——勁爆專輯獎《Perhaps...》[40]
- 新城電台1996年度新城勁爆頒獎禮——民歌獎〈或許，未必，不過〉[40]
- 新城電台1996年度新城勁爆頒獎禮——勁爆流行曲〈情深說話未曾講〉[41]
- 新城電台1996年度新城勁爆頒獎禮——廣告歌曲獎（金獎）〈情深說話未曾講〉[41]
- 新城電台1996年度新城勁爆頒獎禮——卡拉OK歌曲大獎〈情深說話未曾講〉[41]
- 新城電台1996年度金心情歌頒獎禮——本地金心情歌獎〈情深說話未曾講〉（金獎）
- 亞洲電視1996年度十大電視廣告頒獎典禮——電視廣告歌曲大獎〈情深說話未曾講〉[42]
- 紐約中華商業廣播電台至尊流行音樂大獎——十大至尊流行歌曲〈情深說話未曾講〉